# Schloss Lourmarin

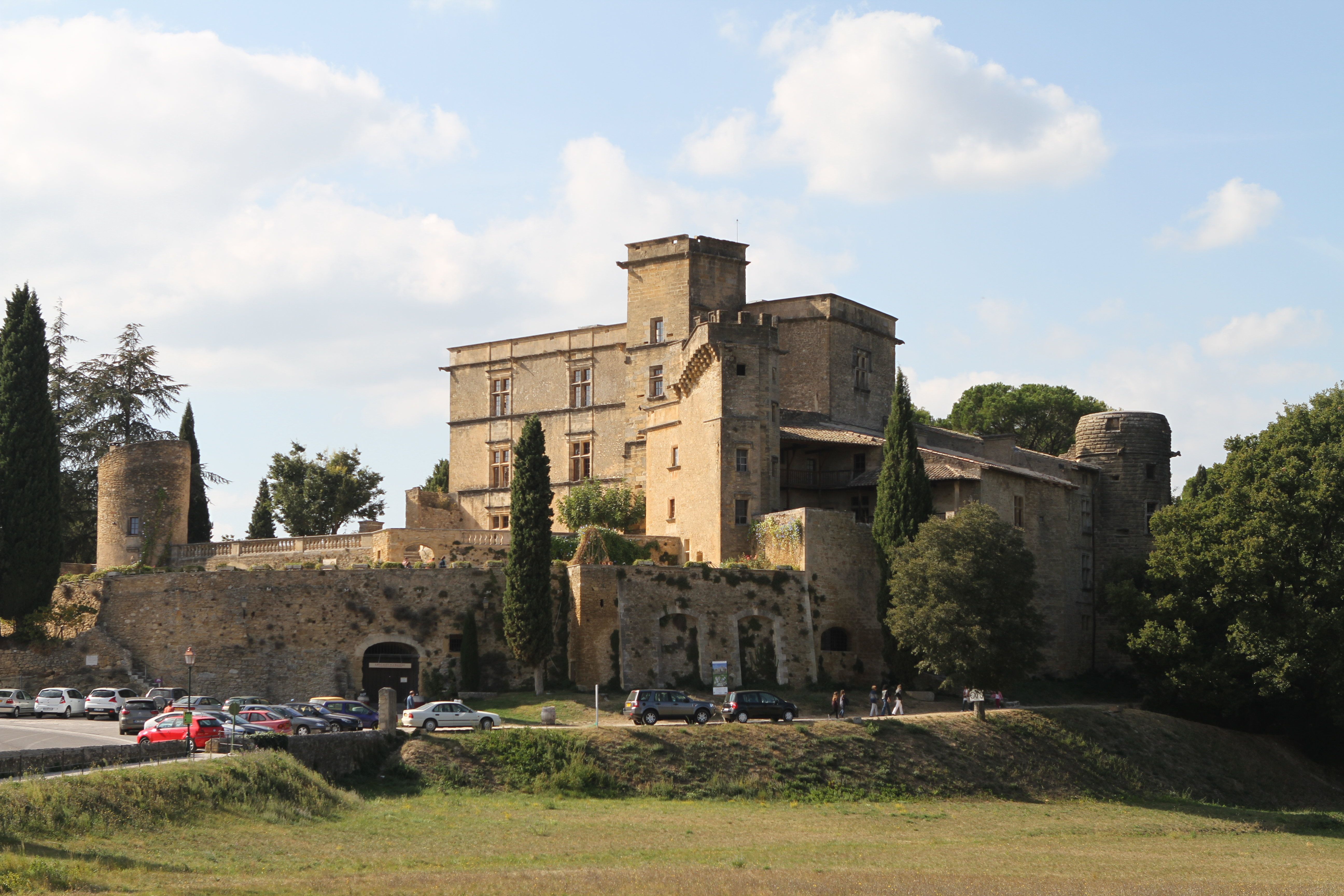
Schloss Lourmarin von Westen gesehen

Das Schloss Lourmarin (französisch Château de Lourmarin) ist ein Renaissanceschloss im französischen Ort Lourmarin im Département Vaucluse der Region Provence-Alpes-Côte d’Azur.
Im 15. Jahrhundert wurde das Schloss von Foulques d’Agoult, seiner Zeit Kammerherr von König Rene von Anjou, unter Einbeziehung von Resten einer Burg aus dem 12. Jahrhundert gebaut. In der Folgezeit erfuhr das Gebäude mehrere Erweiterungen und Veränderungen.
Nach 1526 wurde das Schloss von Louis d’Agoult-Montauban und seiner Frau Blanche de Lévis-Ventadour durch einen Renaissance-Anbau das erste Renaissancegebäude in der Provence.
Ende des 16. Jahrhunderts ging das Schloss in den Besitz der Familie Créqui-Lesdiguières, Besitzer des Château de La Tour d’Aigues. Seit dieser Zeit bis zur Französischen Revolution wurde das Schloss nicht mehr von den Besitzern bewohnt. Nach der Französischen Revolution wechselte das Schloss mehrfach den Besitzer und verfiel immer mehr. Robert Laurent-Vibert, ein Kosmetikfabrikant aus Lyon, rettete das Schloss vor dem endgültigen Zerfall und ließ es ab 1920 durch den Architekten Henri Pacon restaurieren. 1925 verstarb Laurent-Vibert bei einem Autounfall. In seinem Testament vermachte er diesen Besitz der l’Académie des Sciences, Agriculture, Arts et Belles Lettres von Aix-en-Provence unter der Verpflichtung, den Besitz in eine Stiftung umzuwandeln, die junge Künstler fördert und Veranstaltungen durchführt.